# Crocidura congobelgica
Crocidura congobelgica är en däggdjursart som beskrevs av Hollister 1916. Crocidura congobelgica ingår i släktet Crocidura och familjen näbbmöss. IUCN kategoriserar arten globalt som livskraftig. Inga underarter finns listade i Catalogue of Life.
Denna näbbmus förekommer i nordöstra Kongo-Kinshasa. Habitatet utgörs av skogar i låglandet.